# Gualberto Mojica
Gualberto Mojica Olmos (ur. 7 października 1984 w Santa Cruz) – boliwijski piłkarz występujący na pozycji pomocnika.

## Kariera klubowa
Mojica zawodową karierę rozpoczynał w 2001 roku w zespole Jorge Wilstermann. W 2002 roku dotarł z nim do finału Pucharu Boliwii, jednak Jorge Wilstermann przegrał tam 0:2 z Oriente Petrolero. W Jorge Wilstermann spędził 3 sezony.
W 2004 roku odszedł do ekipy Blooming. W 2005 roku zdobył z nim mistrzostwo fazy Clausura. W Blooming grał przez 3 sezony. W połowie 2006 roku podpisał kontrakt z rumuńskim CFR Cluj. Na początku 2007 roku został stamtąd wypożyczony do portugalskiego FC Paços de Ferreira. W Primeira Liga zadebiutował 4 lutego 2007 roku w zemisowanym 1:1 pojedynku z CS Marítimo. W Paços de Ferreira zagrał 4 razy, a w połowie 2007 roku wrócił do Cluj, w którego barwach nie rozegrał jednak już żadnego spotkania.
W 2008 roku Mojica ponownie został graczem zespołu Blooming. W tym samym roku wywalczył z nim wicemistrzostwo fazy Clausura. W 2009 roku odszedł do Oriente Petrolero. Następnie grał w takich klubach jak: Petrolul Ploeszti, Chongqing Lifan, ponownie Oriente Petrolero i Hajer Club.

## Kariera reprezentacyjna
W reprezentacji Boliwii Mojica zadebiutował w 2003 roku. W 2007 roku został powołany do kadry na Copa América. Na tamtym turnieju, zakończonym przez Boliwię na fazie grupowej, zagrał w meczach z Wenezuelą (2:2), Urugwajem (0:1) i Peru (2:2).